# Fraier
Fraier (hebreo: פראייר) es un término coloquial israelí, que podríamos traducir como capullo, tonto del culo, boludo o cualquier concepto semejante en castellano local. Este término es central dentro de la imagen que los israelíes tienen de sí mismo, hasta el punto que es relativamente identificable (empleado de forma negativa) para entender "qué es ser israeli"; por ejemplo, se podría oponer con el concepto de sabra, aunque éste solo se aplica a los nacidos en Israel. Tiene tres significados interconectados:
1. Una persona de la que se tiende a abusar de su confianza
2. Un perdedor
3. Una persona que prefiere no alcanzar el éxito antes que renunciar a valores pasados de moda.

## Historia del concepto
por traducir

## Definición cultural del término
Muchos israelíes conciben el status de fraier como algo a evitar, lo que tiene como consecuencia un comportamiento traducible a "les voy a fastidiar antes de que me fastidien a mí". El objetivo, en este sentido, es llegar a ser la persona que obtiene los máximos beneficios de una situación dada empleando la menor cantidad de energía o dinero posible. Sin embargo, no pocos israelíes identifican ser fraier como un motivo de orgullo, en tanto que implica que están haciendo una contribución positiva a la sociedad.
Un no-fraier típico saldrá de una tienda con la compra en la mano, después de discutir con el tendero, muy satisfecho por haber ahorrado unos pocos séqueles. Lo importante no es el dinero en sí, sino no haberse comportado como un fraier.
Algunos se refieren a esta generación de no-fraiers como una tercera generación sociológica, después de la generación de los pioneros y la de los primeros nacidos en Israel, los sabra. En la generación de los pioneros, la jerarquía social se determinaba basándose en el servicio a la comunidad, del que derivaba también el prestigio. En la generación de los sabrá, la jerarquía social no solo se determinaba por los logros personales en la comunidad, sino por el propio hecho de haber nacido o no en Israel. En contraste con estas dos generaciones, los no-fraiers no buscan crear una jerarquía social en un sentido macro, sino que buscan una cierta igualdad social.